# Licencia de Conductor Graduada
La licencia de conductor graduada (LCG) o otorgamiento graduado de licencias es la introducción gradual a situaciones de mayor riesgo relacionadas con la conducción. Se ha propuesto como un medio para la disminución de las tasas de siniestros viales entre conductores novatos y jóvenes quien  presentan un alto riesgo de verse incluidos en siniestro de tránsito.

## Riesgos limitados
Existen diferentes tipos de licencia de conductor graduada, tienen como objetivo de reducir riesgos presente en el tránsito como la velocidad, el consumo de alcohol, la potencia de los vehículos, los horarios, la fatiga o la distracción. También para extender el proceso de aprendizaje, se puede crear un periodo donde los conductores novatos tienen que manejar  bajo la supervisión de un adulto competente.

### Velocidad
Según la Organización Mundial de la Salud, la velocidad es el núcleo del problema de los traumatismos causados por el tránsito, la velocidad aumenta la probabilidad de tener un siniestro vial y aumenta las consecuencias. También, en la mayoría de los países los conductores más propensos a exceder la velocidad máxima son los varones y los jóvenes, por eso varios países han establecido límite de velocidad más bajos para conductores novatos y jóvenes.

### Noche
Los riesgos de siniestros de tránsito aumentan durante la noche por eso algunos países tienen restricciones de horarios por los conductores novatos y jóvenes.

### Alcohol
El efecto y el riesgo del alcohol al conducir es más importante para conductores jóvenes, por eso la Organización Mundial de la Salud recomienda limitar la tasa legal de alcoholemia a 0,02 g/dl para los conductores novatos y jóvenes contra 0,05 g/dl para los otros conductores.

## Efecto
En 2007, una recopilación de 27 estudios sobre el efecto de la LCG (21 estudios al nivel de 14 estados individuales de los Estados Unidos y 6 estudios sobre los Estados Unidos entero) mostró que casi todos los estudios informaron resultados positivos (generalmente reducciones de siniestros viales) de diversos grados. Dadas las diferencias en enfoques, objetivos de estudio, métodos y análisis, los resultados son sorprendentemente consistentes. En general, los programas de LCG han reducido el riesgo de siniestro vial de los conductores más jóvenes entre un 20 y un 40% aproximadamente.
También el International Transport Forum, del OECD recomienda la implementación de sistema de otorgamiento graduado de licencias de conducir y dice que "han medido efectos positivos en cuanto a la seguridad en un gran número de países en el mundo".

## España

### Para conducir automóviles o camionetas livianas
El conductor novel recibe una licencia de conducir con 8 de los 12 puntos posibles, y solo podrá acceder al total de puntos cuando haya superado el primer año de experiencia sin haber sido sancionado. También la tasa legal de alcoholemia a 0,03 g/dl para los conductores novatos y jóvenes contra 0,05 g/dl para los otros conductores.

### Para conducir motocicletas
En España. las autorizaciones para conducir ciclomotores y motocicletas están ‘graduadas’ en función de la potencia del vehículo y de la edad y experiencia del conductor. Estos son los permisos para circular sobre dos ruedas:
- AM. Ciclomotores de dos o tres ruedas y cuatriciclos ligeros. Edad mínima para obtenerlo: 15 años.

- A1. Motocicletas hasta 125 cm³, potencia máxima de 11 kW y relación peso/potencia máxima de 0,1 kW/kg. Edad mínima para obtenerlo: 16 años. Implica la concesión del AM.

- A2. Motocicletas con una potencia máxima de 35 kW y relación peso/potencia de 0,2 kW/kg. Edad mínima para obtenerlo: 18 años. Implica la concesión del A1.

- A. Todo tipo de motocicletas. Edad mínima para obtenerlo: 20 años. Solo puede expedirse a titulares del A2 con al menos dos años de antigüedad.

- B. Los titulares del permiso de la clase B con antigüedad de más de tres años pueden conducir las motocicletas autorizadas por el permiso A1.[10]

## Francia

### Para conducir automóviles o camionetas livianas

#### Aprendizaje anticipado de la conducción
Posible desde los 15 años, el aprendizaje anticipado de la conducción (AAC) para licencia B (para automóviles o camionetas livianas) tiene 2 etapas:
- Formación inicial en una autoescuela

- Conducir acompañado de un adulto, con seguimiento educativo por parte de la autoescuela[12]

#### Licencia de conducir probatoria
En Francia existe un licencia de conducir probatoria de 3 años (2 años si se ha hecho un aprendizaje anticipado de la conducción). Esta licencia tiene 6 puntos, en lugar de 12 puntos. Durante el período de prueba, se aplican reglas especiales a la conducción relativas a la velocidad y al nivel de alcohol autorizado.
El límite de velocidad está reducido para los conductores novatos y jóvenes.
| Vía de circulación                                              | Regla general | Conductores novatos |
| --------------------------------------------------------------- | ------------- | ------------------- |
| Autopista                                                       | 130 km/h      | 110 km/h            |
| Caminos con separador central                                   | 110 km/h      | 100 km/h            |
| Caminos con dos o más pistas de circulación en un mismo sentido | 90 km/h       | 80 km/h             |
| Caminos sin separador central                                   | 80 km/h       | 80 km/h             |
| Zonas urbanas                                                   | 50 km/h       | 50 km/h             |

La tasa legal de alcoholemia a 0,02 g/dl para los conductores novatos y jóvenes contra 0,05 g/dl para los otros conductores.